# Santa Fe de les Serres
Santa Fe de les Serres és una església del municipi de Sant Julià de Ramis (Gironès) inclosa en l'Inventari del Patrimoni Arquitectònic de Catalunya. Tot i que l'edifici és romànic, no hi ha cap notícia fins a mitjans del segle xiv.

## Descripció
És un petit edifici d'una nau, coberta amb volta de canó i capçada per un absis semicircular. La porta s'obre a la façana de ponent on hi ha també una finestra petita d'una sola esqueixada, i un campanar d'espadanya d'un sol ull. Tant la porta com la part superior del campanar són reformes posteriors. L'aparell està fet amb petits carreus units amb morter. Molt ben tallats i disposats de llarg i a través dels angles. Just al costat de l'edifici són visibles restes d'unes estructures anteriors, que porten una orientació diferent. Actualment l'edifici és una casa particular i està integrat a la casa de pagès situada just al costat. Els propietaris de la casa s'encarreguen de la neteja i conservació de l'edifici.